# Voleybol 1. Ligi 2016-2017 (femminile)
La Voleybol 1. Ligi 2016-2017 si è svolta dal 2016 al 2017: al torneo hanno partecipato ventotto squadre di club turche e la vittoria finale è andata al Beylikdüzü Vİ.

## Regolamento

### Formula
È prevista una regular season in cui le ventotto formazioni iscritte al torneo gareggiano in due gironi da quattordici squadre ciascuno, disputando gare di andata e ritorno per un totale di ventidue incontri:
- Le ultime due classificate di ciascun girone retrocedono direttamente in Voleybol 2. Ligi;
- Le prime quattro classificate dei due gironi accedono alle semifinali dei play-off promozione, dove vengono nuovamente divise in due gruppi, questa volta da quattro squadre ciascuno, disputando un round-robin;
- Le prime due classificate alle semifinali dei play-off promozione accedono alla finale dei play-off promozione, che le vede protagoniste di un nuovo round-robin, concluso il quale le prime due classificate sono promosse in Sultanlar Ligi.

## Torneo

### Regular season

#### Girone A - Classifica
| Pos. | Squadra        | Pt | G  | V  | P  | SV | SP | Ratio | PF    | PS    | Ratio |
| ---- | -------------- | -- | -- | -- | -- | -- | -- | ----- | ----- | ----- | ----- |
| 1.   | Beylikdüzü Vİ  | 67 | 26 | 23 | 3  | 72 | 20 | 3.600 | 2 192 | 1 724 | 1.271 |
| 2.   | Manisa BB      | 61 | 26 | 21 | 5  | 70 | 32 | 2.188 | 2 372 | 2 031 | 1.167 |
| 3.   | Karşıyaka      | 61 | 26 | 21 | 5  | 66 | 31 | 2.129 | 2 252 | 2 016 | 1.117 |
| 4.   | Alaşehir       | 57 | 26 | 21 | 5  | 68 | 35 | 1.943 | 2 309 | 2 074 | 1.113 |
| 5.   | Bursaspor      | 56 | 26 | 19 | 7  | 65 | 32 | 2.031 | 2 204 | 1 896 | 1.162 |
| 6.   | Balıkesir BB   | 51 | 26 | 17 | 9  | 60 | 38 | 1.579 | 2 219 | 2 085 | 1.064 |
| 7.   | Arkas          | 39 | 26 | 13 | 13 | 51 | 56 | 0.911 | 2 271 | 2 287 | 0.993 |
| 8.   | Rota Koleji    | 35 | 26 | 11 | 15 | 47 | 55 | 0.855 | 2 122 | 2 237 | 0.948 |
| 9.   | Salihli        | 33 | 26 | 10 | 16 | 47 | 54 | 0.870 | 2 164 | 2 209 | 0.979 |
| 10.  | Maltepe        | 23 | 26 | 8  | 18 | 35 | 63 | 0.556 | 1 960 | 2 221 | 0.882 |
| 11.  | Yeşilyurt      | 22 | 26 | 6  | 20 | 36 | 66 | 0.545 | 2 070 | 2 266 | 0.913 |
| 12.  | Yeşil Bayramiç | 14 | 26 | 4  | 22 | 25 | 68 | 0.368 | 1 855 | 2 167 | 0.856 |
| 13.  | Işıkkent       | 14 | 26 | 4  | 22 | 22 | 71 | 0.310 | 1 815 | 2 212 | 0.820 |
| 14.  | VakıfBank      | 13 | 26 | 4  | 22 | 30 | 73 | 0.411 | 2 003 | 2 383 | 0.840 |

| Qualificate ai play-off promozione | Retrocesse in Voleybol 2. Ligi |

#### Girone B - Classifica
| Pos. | Squadra                  | Pt | G  | V  | P  | SV | SP | Ratio | PF    | PS    | Ratio  |
| ---- | ------------------------ | -- | -- | -- | -- | -- | -- | ----- | ----- | ----- | ------ |
| 1.   | İlbank                   | 69 | 26 | 23 | 3  | 70 | 19 | 3.684 | 2 168 | 1 740 | 1.246  |
| 2.   | Gümüşhane Gençlerbirliği | 66 | 26 | 22 | 4  | 71 | 17 | 4.176 | 2 115 | 1 565 | 1.351  |
| 3.   | Samsun BB                | 63 | 26 | 21 | 5  | 67 | 23 | 2.913 | 2 112 | 1 662 | 1.2708 |
| 4.   | Pursaklar                | 57 | 26 | 19 | 7  | 62 | 29 | 2.138 | 2 128 | 1 809 | 1.1763 |
| 5.   | Bolu                     | 56 | 26 | 18 | 8  | 62 | 35 | 1.771 | 2 219 | 1 923 | 1.153  |
| 6.   | Karayolları              | 48 | 26 | 16 | 10 | 58 | 37 | 1.568 | 2 122 | 1 909 | 1.111  |
| 7.   | TED Ankara               | 40 | 26 | 14 | 12 | 50 | 45 | 1.111 | 2 117 | 2 008 | 1.054  |
| 8.   | Numune DSİ               | 38 | 26 | 14 | 12 | 44 | 48 | 0.917 | 1 964 | 2 009 | 0.977  |
| 9.   | Kazan                    | 33 | 26 | 11 | 15 | 47 | 54 | 0.870 | 2 168 | 2 206 | 0.982  |
| 10.  | Bartın Polis Gücü        | 27 | 26 | 9  | 17 | 40 | 61 | 0.656 | 2 055 | 2 231 | 0.921  |
| 11.  | Yeni Hendek              | 19 | 26 | 6  | 20 | 29 | 66 | 0.439 | 1 745 | 2 198 | 0.793  |
| 12.  | Memleket                 | 15 | 26 | 4  | 22 | 23 | 67 | 0.343 | 1 693 | 2 125 | 0.7967 |
| 13.  | TVF Spor Lisesi          | 12 | 26 | 4  | 22 | 17 | 69 | 0.246 | 1 607 | 2 043 | 0.7866 |
| 14.  | Elazığ DSİ               | 3  | 26 | 1  | 25 | 6  | 76 | 0.079 | 1 241 | 2 026 | 0.6125 |

| Qualificate ai play-off promozione | Retrocesse in Voleybol 2. Ligi |

### Play-off promozione

#### Semifinali

##### Gruppo 1 - Classifica
| Pos. | Squadra                  | Pt | G | V | P | SV | SP | Ratio | PF  | PS  | Ratio |
| ---- | ------------------------ | -- | - | - | - | -- | -- | ----- | --- | --- | ----- |
| 1.   | Beylikdüzü Vİ            | 6  | 3 | 2 | 1 | 7  | 3  | 2.333 | 232 | 202 | 1.148 |
| 2.   | Samsun BB                | 5  | 3 | 2 | 1 | 6  | 5  | 1.200 | 233 | 226 | 1.031 |
| 3.   | Gümüşhane Gençlerbirliği | 4  | 3 | 1 | 2 | 6  | 7  | 0.857 | 288 | 277 | 1.039 |
| 4.   | Alaşehir                 | 3  | 3 | 1 | 2 | 3  | 7  | 0.429 | 192 | 240 | 0.800 |

| Qualificate in finale ai play-off promozione |

##### Gruppo 2 - Classifica
| Pos. | Squadra   | Pt | G | V | P | SV | SP | Ratio | PF  | PS  | Ratio |
| ---- | --------- | -- | - | - | - | -- | -- | ----- | --- | --- | ----- |
| 1.   | İlbank    | 8  | 3 | 3 | 0 | 9  | 1  | 9.000 | 248 | 181 | 1.370 |
| 2.   | Pursaklar | 7  | 3 | 2 | 1 | 6  | 4  | 1.500 | 219 | 223 | 0.982 |
| 3.   | Manisa BB | 3  | 3 | 1 | 2 | 5  | 7  | 0.714 | 261 | 271 | 0.963 |
| 4.   | Karşıyaka | 0  | 3 | 0 | 3 | 1  | 9  | 0.111 | 198 | 251 | 0.789 |

| Qualificate in finale ai play-off promozione |

#### Finale

##### Classifica
| Pos. | Squadra       | Pt | G | V | P | SV | SP | Ratio | PF  | PS  | Ratio |
| ---- | ------------- | -- | - | - | - | -- | -- | ----- | --- | --- | ----- |
| 1.   | Beylikdüzü Vİ | 9  | 3 | 3 | 0 | 9  | 3  | 3.000 | 290 | 244 | 1.188 |
| 2.   | İlbank        | 5  | 3 | 2 | 1 | 7  | 5  | 1.400 | 260 | 250 | 1.040 |
| 3.   | Pursaklar     | 4  | 3 | 1 | 2 | 6  | 7  | 0.857 | 281 | 301 | 0.933 |
| 4.   | Samsun BB     | 0  | 3 | 0 | 3 | 2  | 9  | 0.222 | 228 | 264 | 0.863 |

| Promosse in Sultanlar Ligi |